# Stropešín
Stropešín är en ort i Tjeckien.   Den ligger i regionen Vysočina, i den sydöstra delen av landet, 160 km sydost om huvudstaden Prag. Stropešín ligger 437 meter över havet och antalet invånare är 118. Den ligger vid sjön Údolní nádrž Dalešice.
Terrängen runt Stropešín är platt. Runt Stropešín är det glesbefolkat, med 20 invånare per kvadratkilometer. Närmaste större samhälle är Třebíč, 15,7 km väster om Stropešín. Trakten runt Stropešín består till största delen av jordbruksmark.